# Лідоре (Айдахо)
Лідоре (англ. Leadore) — місто в окрузі Лемгай, штат Айдахо, США. Згідно з переписом 2010 року населення становило 105 осіб, що на 15 осіб більше, ніж 2000 року.

## Географія
Лідоре розташований за координатами 44°40′47″ пн. ш. 113°21′30″ зх. д. / 44.67972° пн. ш. 113.35833° зх. д. (44.679683, -113.358403).  За даними Бюро перепису населення США в 2010 році місто мало площу 0,81 км², уся площа — суходіл.

### Клімат
| Клімат : Лідоре         | Клімат : Лідоре | Клімат : Лідоре | Клімат : Лідоре | Клімат : Лідоре | Клімат : Лідоре | Клімат : Лідоре | Клімат : Лідоре | Клімат : Лідоре | Клімат : Лідоре | Клімат : Лідоре | Клімат : Лідоре | Клімат : Лідоре | Клімат : Лідоре |
| Показник                | Січ.            | Лют.            | Бер.            | Квіт.           | Трав.           | Черв.           | Лип.            | Серп.           | Вер.            | Жовт.           | Лист.           | Груд.           | Рік             |
| Абсолютний максимум, °C | 11,7            | 13,3            | 20,6            | 25,0            | 32,8            | 36,1            | 38,9            | 37,2            | 32,8            | 28,9            | 20,6            | 13,3            | 38,9            |
| Середній максимум, °C   | −1,2            | 1,6             | 5,4             | 11,1            | 16,9            | 22,3            | 29,0            | 27,8            | 21,8            | 14,3            | 4,9             | −1,2            | 12,7            |
| Середній мінімум, °C    | −15,7           | −13,3           | −8,6            | −4,6            | −0,7            | 3,2             | 5,4             | 4,4             | 0,3             | −3,8            | −8,8            | −14,6           | −4,7            |
| Абсолютний мінімум, °C  | −38,9           | −38,9           | −28,3           | −20,6           | −15,6           | −7,2            | −4,4            | −5,6            | −12,2           | −25,6           | −30             | −40             | −40             |
| Норма опадів, мм        | 9               | 5               | 11              | 17              | 34              | 32              | 20              | 18              | 22              | 15              | 11              | 11              | 204             |
| Днів з опадами          | 2               | 2               | 3               | 4               | 7               | 7               | 4               | 4               | 4               | 4               | 3               | 3               | 47,0            |
| ----------------------- | --------------- | --------------- | --------------- | --------------- | --------------- | --------------- | --------------- | --------------- | --------------- | --------------- | --------------- | --------------- | --------------- |
| Джерело: WRCC           |                 |                 |                 |                 |                 |                 |                 |                 |                 |                 |                 |                 |                 |

## Демографія

### Перепис 2010 року
За даними перепису 2010 року, у місті проживало 105 осіб у 48 домогосподарствах у складі 24 родин. Густота населення становила 130,8 ос./км². Було 81 помешкання, середня густота яких становила 100,9/км². Расовий склад міста: 100,0 % білих.
Із 48 домогосподарств 29,2 % мали дітей віком до 18 років, які жили з батьками; 41,7 % були подружжями, які жили разом; 2,1 % мали господиню без чоловіка; 6,3 % мали господаря без дружини і 50,0 % не були родинами. 50,0 % домогосподарств складалися з однієї особи, у тому числі 31,3 % віком 65 і більше років. У середньому на домогосподарство припадало 2,19 мешканця, а середній розмір родини становив 3,38 особи.
Середній вік жителів міста становив 41,3 року. Із них 27,6 % були віком до 18 років; 6,7 % — від 18 до 24; 20,1 % від 25 до 44; 25,8 % від 45 до 64 і 20 % — 65 років або старші. Статевий склад населення: 51,4 % — чоловіки і 48,6 % — жінки.
Середній дохід на одне домашнє господарство  становив 48 442 долари США (медіана — 32 292), а середній дохід на одну сім'ю — 57 123 долари (медіана — (X)). За межею бідності перебувало 22,1 % осіб, у тому числі 9,8 % дітей у віці до 18 років та 62,5 % осіб у віці 65 років та старших.
Цивільне працевлаштоване населення становило 50 осіб. Основні галузі зайнятості: сільське господарство, лісництво, риболовля — 44,0 %, роздрібна торгівля — 16,0 %, виробництво — 14,0 %.

### Перепис 2000 року
За даними перепису 2000 року, у місті проживало 90 осіб у 43 домогосподарствах у складі 20 родин. Густота населення становила 105,3 ос./км². Було 66 помешкань, середня густота яких становила 77,2/км². Расовий склад міста: 100,00 % білих.
Із 43 домогосподарств 23,3 % мали дітей віком до 18 років, які жили з батьками; 41,9 % були подружжями, які жили разом; 2,3 % мали господиню без чоловіка, і 51,2 % не були родинами. 46,5 % домогосподарств складалися з однієї особи, у тому числі 20,9 % віком 65 і більше років. У середньому на домогосподарство припадало 2,09 мешканця, а середній розмір родини становив 3,10 особи.
Віковий склад населення: 24,4 % віком до 18 років, 1,1 % від 18 до 24, 24,4 % від 25 до 44, 28,9 % від 45 до 64 і 21,1 % років і старші. Середній вік жителів — 46 років. Статевий склад населення: 47,8 % — чоловіки і 52,2 % — жінки.
Середній дохід домогосподарств у місті становив $11 786, родин — $13 750. Середній дохід чоловіків становив $32 188 проти $16 250 у жінок. Дохід на душу населення в місті був $9 452. 47,6 % родин і 44,8 % населення перебували за межею бідності, включаючи 50,0 % віком до 18 років 28,6 % від 65 і старших.